# آلفونسو دومینگس (بازیکن فوتبال شیلیایی)
آلفونسو دومینگز (انگلیسی: Alfonso Domínguez; ۱۸ دسامبر ۱۹۱۶ – ۱۹۷۳) بازیکن فوتبال اهل شیلی بود.

## باشگاهی
از باشگاه‌هایی که در آن بازی کرده‌است می‌توان به باشگاه فوتبال کولو-کولو و باشگاه فوتبال اونیورسیداد شیلی اشاره کرد.